# Jens Stoltenberg
(Jens Stoltenberg dopo le stragi di Oslo)
Jens Stoltenberg (Oslo, 16 marzo 1959) è un economista e politico norvegese, segretario generale della NATO dal 1º ottobre 2014 al 1º ottobre 2024.
In precedenza, dal 2002 al 2014 è stato leader del Partito Laburista Norvegese (Arbeiderpartiet, AP). Ha ricoperto la carica di ministro di Stato della Norvegia per due volte: dal 2000 al 2001 e dal 2005 al 2013. Nelle elezioni parlamentari del 10 settembre 2001 il suo partito ha subito uno dei suoi peggiori risultati: solo il 24% dei voti. Il secondo mandato di Stoltenberg come primo ministro è iniziato il 17 ottobre 2005. Apparentemente sarebbe stato l'obiettivo di uno dei due attentati terroristici del 22 luglio 2011 a Oslo e Utøya.
Il 4 febbraio 2022 è stato ufficialmente nominato governatore entrante della Norges Bank a partire da settembre. A seguito della grave crisi internazionale scatenata dall'invasione russa dell'Ucraina e alla proroga del suo mandato di Segretario generale della NATO tuttavia, Stoltenberg ha ufficialmente rinunciato all'incarico di Governatore della Norges Bank il 24 marzo 2022.
Dal 4 febbraio 2025 egli è divenuto Ministro delle Finanze nel Governo Støre.

## Biografia
È figlio dell'uomo politico laburista Thorvald Stoltenberg (1931-2018), ambasciatore, ministro della difesa e ministro degli esteri, e di Karin Stoltenberg (nata Heiberg) (1931-2012), genetista che è stata segretario di Stato in più governi durante gli anni 1980. La famiglia è originaria della Germania settentrionale (probabilmente dalla località di Stoltenberg nello Holstein) ed è emigrata in Norvegia nel XVII secolo. Marianne Heiberg, sposata con l'ex ministro degli esteri Johan Jørgen Holst, era sua zia materna. Jens visse in Jugoslavia dal 1961 al 1964 mentre suo padre lavorava presso l'ambasciata norvegese.
Stoltenberg frequentò la scuola elementare alla Oslo Waldorf School e la scuola secondaria superiore alla Oslo Cathedral School. Ha prestato servizio militare obbligatorio presso il centro di addestramento della fanteria dell'esercito ad Evjemoen in Aust-Agder. Dopo aver lasciato l'esercito, Stoltenberg si iscrisse all'Università di Oslo, laureandosi nel 1987 in economia. Il titolo della sua tesi era "Makroøkonomisk planlegging under usikkerhet. En empirisk analyse" ("Pianificazione macroeconomica in condizioni di incertezza. Un'analisi empirica").
Dal 17 ottobre 2005 all'ottobre 2013 ha esercitato il suo secondo incarico come primo ministro del Regno di Norvegia. Il primo fu molto breve, dal marzo 2000 all'ottobre 2001. Sostenne la privatizzazione della compagnia petrolifera nazionale, Statoil. Tra il primo ed il secondo incarico Stoltenberg ha diretto GAVI Alliance, la fondazione finanziata da Bill Gates che opera per promuovere la diffusione dei vaccini a livello globale.

## Carriera politica

### Primi passi
I primi passi di Stoltenberg in politica arrivarono nella sua prima adolescenza, quando fu influenzato da sua sorella Camilla, che all'epoca era membro dell'allora gruppo marxista-leninista Gioventù Rossa. L'opposizione alla guerra del Vietnam fu la sua motivazione scatenante. A seguito di pesanti bombardamenti contro la città portuale nordvietnamita di Hai Phong alla fine della guerra del Vietnam, ha partecipato a manifestazioni di protesta contro l'ambasciata degli Stati Uniti ad Oslo. In almeno un'occasione le finestre dell'ambasciata sono state rotte da manifestanti che lanciavano pietre. Molti degli amici di Stoltenberg furono arrestati dalla polizia dopo questi eventi.

### Ministro di Stato

#### Governo Stoltenberg I
Dopo la caduta del governo di minoranza di Kjell Magne Bondevik nel marzo 2000, Stoltenberg è diventato primo ministro.
Anche l'esecutivo di Stoltenberg era un governo di minoranza. Nelle elezioni del 2001, il Partito Laburista ha subito gravi perdite, consentendo a Bondevik di formare nuovamente un governo. La sconfitta ha causato disordini nel Partito Laburista, ma nel 2002 Stoltenberg è stato eletto leader generale del partito, succedendo a Thorbjørn Jagland.
Durante il suo secondo mandato due attentati terroristici, compiuti dall'estremista Anders Breivik, hanno colpito la capitale Oslo e l'isola di Utøya causando 77 vittime sconvolgendo la vita politica e sociale del Paese.

#### Governo Stoltenberg II
Nelle elezioni del settembre 2005, il Partito Laburista ha ottenuto una vittoria importante. Il partito aveva indicato prima delle elezioni di voler formare una coalizione con il Partito Socialista di Sinistra e il Partito di Centro. Alle elezioni, i tre insieme hanno ottenuto una maggioranza ristretta nel parlamento norvegese. Il 17 ottobre Stoltenberg è entrato nuovamente in carica come primo ministro di un governo di coalizione.
Dopo aver perso alle elezioni del 2013, ha ceduto la carica di premier a Erna Solberg.

### Ritorno al governo nazionale
Il 4 febbraio 2025, in seguito ad una crisi politica nel Governo Støre, viene nominato Ministro delle Finanze.

## Segretario generale della NATO e co-presidente del Gruppo Bilderberg
Il 28 marzo 2014 è stato designato come successore di Anders Fogh Rasmussen alla carica di Segretario generale della NATO, con decorrenza dal 1º ottobre 2014. Ha anche ottenuto un secondo mandato quadriennale, con scadenza prevista al 30 settembre 2022. Nel 2022 dichiarò che, dopo la fine del suo mandato, sarebbe divenuto governatore della Banca centrale norvegese.
Tuttavia, nel contesto dell'invasione russa dell'Ucraina del 2022, il mandato di Stoltenberg è stato prorogato dal 2022 al 2023 e nuovamente dal 2023 al 2024. Nel dicembre del 2024, dopo aver lasciato il posto a Mark Rutte, viene nominato co-presidente del Gruppo Bilderberg.

## Vita privata
Jens Stoltenberg è sposato con Ingrid Schulerud. La coppia ha due figli.